# Stemmops subtilis
Stemmops subtilis là một loài nhện trong họ Theridiidae.
Loài này thuộc chi Stemmops. Stemmops subtilis được Eugène Simon miêu tả năm 1895.